# Arkologia

Projekt arkologii NOAH (New Orleans Arcology Habitat) zaprojektowany przez E. Kevina Schopfera.

Arkologia – struktura lub osiedle o niezwykle wysokiej gęstości zaludnienia, często osiągająca wysokość powyżej 1 kilometra. Termin został stworzony przez architekta Paolo Soleriego jako połączenie „architektury” z „ekologią". Jak na razie konstrukcje te nie wyszły poza fazę projektów i rozważań teoretycznych oraz eksperymentów przeprowadzanych w Arcosanti w centralnej Arizonie (USA). Popularne w fantastyce naukowej, są przedstawiane jako rozwiązanie problemów przeludnienia i degradacji środowiska, ponieważ zmniejszają zapotrzebowanie miast na teren i zasoby, chociaż cechują się większą niż normalna gęstością zaludnienia oraz poważną modyfikacją określonego obszaru. Większość miast rozrasta się jedynie w płaszczyźnie poziomej, zajmując coraz większe połacie ziemi, arkologie zaś są konstrukcjami nieco bardziej „trójwymiarowymi".

## Powstanie idei
Według Solariego, arkologia przeciwstawia się pochłanianiu przez procesy urbanizacji zbyt dużych ilości terenu oraz opiera się na szczytnej, lecz nieczęsto stosowanej idei rozsądnego wykorzystania powierzchni ziemi. W pracy Arcology: The City in the image of Man Soleri opisuje sposoby zagęszczania struktur miejskich i czynienia ich „trójwymiarowymi”, by powstrzymać dwuwymiarowy rozkład urbanizacji. Idea ta zainspirowała wiele fantastyczno-naukowych wizji skrytych pod kopułami miast, ale pomysły Soleriego nie ograniczają się do stworzenia „ludzkiego ula”, tak popularnego w fantastyce naukowej. Obejmują one również głębokie zmiany w sposobie myślenia społeczeństwa w kwestiach transportu, rolnictwa i handlu. Soleri rozwinął wcześniejsze podobne idee Franka Lloyda Wrighta o badania dotyczące zużycia surowców, rekultywacji terenu, rozwoju transportu publicznego kosztem indywidualnego oraz upowszechniania placówek takich jak np. biblioteki. Koncept ten kładzie również większy nacisk na bardziej wydajne i oszczędne gospodarowanie zasobami oraz koncentrację powierzchni zurbanizowanej dla ochrony środowiska.
Niektórzy eksperci przewidują, że arkologie staną się w przyszłości powszechne. Technologie budowlane pozwalające je wznosić są opracowywane w Arcosanti. Jak na razie jednak arkologie pojawiają się tylko na papierze jako projekty, w fikcyjnych przedstawieniach literackich (np. w powieści Larry’ego Nielsena i Jerry’ego Pournella Oath of Fealty) i filmowych oraz grach komputerowych i video, takich jak Cyberpunk 2077, SimCity 2000, Escape Velocity Nova czy Deus Ex: Invisible War.
Jak się przypuszcza, pierwszą fikcyjną opisaną w literaturze arkologią był The Last Redoubt z książki The Night Land Williama Hope’a Hodgsona, opublikowanej w 1912 roku. Jest to kompletny przykład struktury o sztucznym środowisku, odpowiednio zorganizowanym rolnictwie i transporcie publicznym odbywającym się przy użyciu ruchomych jezdni.

## W praktyce
- Wiele miast przedstawiało projekty arkologii, jednak żaden nigdy nie został zrealizowany. Najwięcej z nich powstało dla Tokio (lista).
- W okolicach Cordes Junction w Arizonie przy drodze międzystanowej 17 na północ od Phoenix trwa budowa wielkiej konstrukcji arkologicznej – Arcosanti, miasta zaprojektowanego przez Paolo Soleriego. Konstrukcja postępuje jednakże bardzo powoli z uwagi na ustawiczny brak funduszy.
- W Dongtan niedaleko Szanghaju planowano umiejscowienie samowystarczalnej struktury miejskiej.
- Mieszkańcy osiedla Co-Op City w Nowym Jorku mają na miejscu dostęp do wszelkich możliwych usług i pracy, teoretycznie nie muszą go opuszczać, co jest jedną z cech arkologii.

## Motyw arkologii w kulturze
- Powieść Williama Hope’a Hodgsona The Night Land (1912) ukazuje pierwszy przykład tego, co dzisiaj nazwalibyśmy arkologią, chociaż Ziemianie przedstawieni w książce, żyjący w odległej o miliony lat przyszłości, mieli inne powody budowy wielkiej metalowej piramidy.
- W stołowej grze strategicznej Warhammer 40000 arkologie zwane „ulami” lub „kopcami” (hive cities) są częstym miejscem zamieszkania dużych populacji. Są tak rozpowszechnione, że na niektórych planetach, takich jak Święta Terra, Armageddon czy Necromunda miasta, zwane Hive Worlds, składają się głównie z arkologii.
- W grze komputerowej SimCity 2000 istnieje możliwość budowy 4 rodzajów arkologii. Najmniej skomplikowana mieści niewielu mieszkańców i wydziela znaczne ilości zanieczyszczeń, podczas gdy bardziej zaawansowane są czyste i wydajne. Istnieje również niezwykle silnie zanieczyszczający rodzaj, inspirowany mrocznymi historiami science-fiction. Jak wieść niesie, zamieszkują go pozostający w ukryciu mutanci. Z wyjątkiem jednej specyficznej struktury (Braun Llama Dome), arkologie są najwyższymi obiektami w grze. Gdy w grze nadejdzie rok 2051 i powstanie odpowiednia liczba (301) tych najbardziej zaawansowanych – Launch Arcos – rozpoczyna się proces exodusu – wszystkie tego typu arkologie są wystrzeliwane w kosmos, by skolonizować inne światy.
- W grze SimCity 2013 arkologia jest jednym z wielkich dzieł. Można ją zbudować, gdy miasto gracza przekroczy liczebność 58 000 mieszkańców. Tak jak w przypadku innych wielkich przedsięwzięć, inne miasta w regionie mogą pomagać przy budowie arkologii.
- Na jednym z poziomów gry komputerowej Deus Ex: Invisible War, futurystyczna arkologia znajduje się w pobliżu medyny w Kairze.
- Arkologie są powszechnym motywem w futurystycznych seriach anime i manga. Za przykład może posłużyć postapokaliptyczno-cyberpunkowy cykl Appleseed autorstwa Masamune Shirow, w którym arkologie zdominowały panoramę miasta Olympus.
- W filmie Łowca androidów Ridleya Scotta (1982), siedziba fikcyjnej megakorporacji Tyrell Corporation znajduje się w arkologii. The Genom Tower (i nie tylko) z serii anime Bubblegum Crisis jest częściowo inspirowana przez tę budowlę.
- Podziemna cywilizacja przedstawiona w pierwszym filmie George’a Lucasa – THX 1138 – może zostać uznana za przykład totalitarnej arkologii.
- W powieści Larry’ego Nivena i Jerry’ego Puornelle'a Oath of Fealty, akcja toczy się wokół Todos Santos, arkologii wybudowanej w zniszczonej części Los Angeles. W strukturze wytworzyła się kultura odmienna od tej w otaczającym ją mieście.
- W komiksach Sędzia Dredd megalopolis w Mega City One składa się z kilkuset, jeśli nie z tysięcy bloków mieszkalnych, których mieszkańcy mogą przyjść na świat, dorastać, żyć i umrzeć, bez ich opuszczania. Jest to idealny przykład arkologii horyzontalnej.
- W RPG Shadowrun, której akcja toczy się w roku 2050, istnieje pewna ilość arkologii, większość z nich pozostaje pod kontrolą megakorporacji, chcących w ten sposób kontrolować każdy aspekt życia pracowników. Fabuła rozwija się wokół jednej z nich, znajdującej się w Seattle, w której zaawansowany system komputerowej kontroli posiadł samoświadomość, odizolował budynek i szukał sposobów, by się bronić.
- W RPG Trinity występują arkologie, z największą, będącą pod kontrolą Zakonu Orgotek w Nowym Jorku na czele.
- W RPG Final Fantasy VII Midgar (nazwa pochodzi od Midgardu) to stolica świata gry, podstawą konstrukcji miasta są arkologie.
- W powieści The World Inside Roberta Silverberga ludzkość żyła w strukturach zwanych Urban Monads, które były samowystarczalnymi arkologiami trzykilomterowej wysokości. Rzadko kto je kiedykolwiek opuszczał.
- W końcówce czwartego sezonu serialu science-fiction Andromeda, duża bitwa kosmiczna odbyła się w pobliżu przestarzałej kosmicznej arkologii, znanej po prostu jako Arkologia.
- Korporacyjne arkologie pojawiły się w powieści Williama Gibsona Neuromancer.
- W trylogii Petera F. Hamiltona Night’s Dawn wszystkie miasta pozostałe na Ziemi są arkologiami.
- W powieści Paolo Bacigalupiego "Wodny Nóż" występują arkologie wznoszone przez korporacje w świecie, w którym woda stała się głównym środkiem płatniczym i dostęp do niej zapewnia władzę.
- W filmie Equilibrium arkologia znana jako Libria jest ostatnią cywilizacją, społeczeństwem, w którym pokój utrzymywany jest za pomocą leku stworzonego, by pozbawić ludzi emocji.
- W grze komputerowej Civilization: Call to Power, technologia arkologii, dostępna w części drzewa technologicznego znajdującej się w niedalekiej przyszłości, pozwala wznieść strukturę redukującą przeludnienie w mieście, w którym została wzniesiona.
- W grze fabularnej Cyberpunk 2020 i grze komputerowej Cyberpunk 2077 megabudynki w mieście Night City są przykładem arkologii.